# Paulinho (Fußballspieler, März 1986)
Paulinho, bürgerlich Paulo José de Oliveira (* 9. März 1986), ist ein brasilianischer Fußballspieler. Der Stürmer wurde in der Spielzeit 2018 beim schwedischen Klub BK Häcken Torschützenkönig der Allsvenskan.

## Werdegang
Paulinho begann seine Profikarriere beim EC Democrata in Minas Gerais. Im Sommer 2007 schloss sich der Offensivspieler dem schwedischen Klub BK Häcken an. Beim in der zweitklassigen Superettan antretenden Klub erhielt er die Rückennummer „10“ und etablierte sich als regelmäßiger Torschütze in der Stammformation. Nachdem ihm in der Zweitligaspielzeit 2007 13 Tore in 17 Spielen gelungen waren, trug er in der folgenden Spielzeit mit neun Toren in 20 Spielen zum Erreichen des zweiten Tabellenplatzes bei. Damit stieg die Mannschaft direkt in die erste Liga auf.
In der Allsvenskan behauptete Paulinho an der Seite der Offensivspieler Jonas Henriksson und Mathias Ranégie seinen Platz in der Stammformation. Ähnlich torgefährlich wie in der zweiten Liga trug er in seinem ersten Jahr mit sieben Saisontoren und fünf Torvorlagen zum Erreichen des fünften Tabellenplatzes bei, in seiner zweiten Spielzeit im schwedischen Oberhaus war er achtmal als Torschütze erfolgreich.
Nach Ende der Spielzeit 2010 kehrte Paulinho, dessen Vertrag in Schweden ausgelaufen war, nach Brasilien zurück. Er unterzeichnete einen Vertrag beim Venda Nova FC. Sein Aufenthalt im Heimatland währte jedoch nur kurz, bereits im Frühjahr 2011 kehrte er nach Schweden zurück und schloss sich Örebro SK an. An der Seite von Kushtrim Lushtaku, Samuel Wowoah und Nordin Gerzić belegte er mit Örebro in seiner ersten Spielzeit den zwölften Tabellenrang. Über den Jahreswechsel tauchte er in Brasilien ab und kündigte an, lieber dort Amateurfußball zu spielen als nach Schweden zurückkehren zu wollen. Ende Januar lösten die beiden Vertragsparteien den bestehenden Kontrakt auf.
Ab 2013 spielte Paulinho wieder höherklassig in Brasilien und trat für São José EC und CA Bragantino an. 2014 kehrte er kurzzeitig nach Europa zurück und stand bei İnter Baku unter Vertrag. Anschließend kehrte er wieder in sein Geburtsland zurück, wo er für den Paraná Clube spielte. Nach einem kurzen Abstecher zu al-Dhafra nach Abu Dhabi schloss er sich Anfang 2015 EC XV de Novembro an.
Mitte April 2015 vereinbarte Paulinho eine Rückkehr zu BK Häcken ab dem Sommertransferfenster. Hier avancierte er direkt zum erfolgreichen Goalgetter und erzielte in 15 Spielen bis zum Saisonende elf Tore. Damit platzierte er sich unter den besten zehn Torschützen der Meisterschaft und wurde anschließend von anderen Klubs der Allsvenskan umworben. Verletzungsbedingt kam er in der Folge nur unregelmäßig zum Einsatz, beim Endspiel um den schwedischen Landespokal 2015/16 gegen Malmö FF kam er als Einwechselspieler zum Einsatz. Im Elfmeterschießen verwandelte er seinen Strafstoß und trug somit zum Titelgewinn bei. In der Spielzeit 2018 war er in 27 Saisonspielen 20 Mal als Torschütze in der Meisterschaft erfolgreich. Wenngleich er sich als Tabellenfünfter mit seinem Klub nicht für den Europapokal qualifizierte, krönte er sich damit zum Torschützenkönig der Allsvenskan.